# Саар (протекторат 1947—1956)
Протекторат Саар (нім. Saarprotektorat [ˈzaːɐ̯pʁotɛktoˌʁaːt]; фр. Protectorat de la Sarre) офіційно Саарланд (нім. Saarland; фр. Sarre) — французький протекторат у 1947—1956. Територіально відповідає сучасній німецький землі Саар.

## Історія

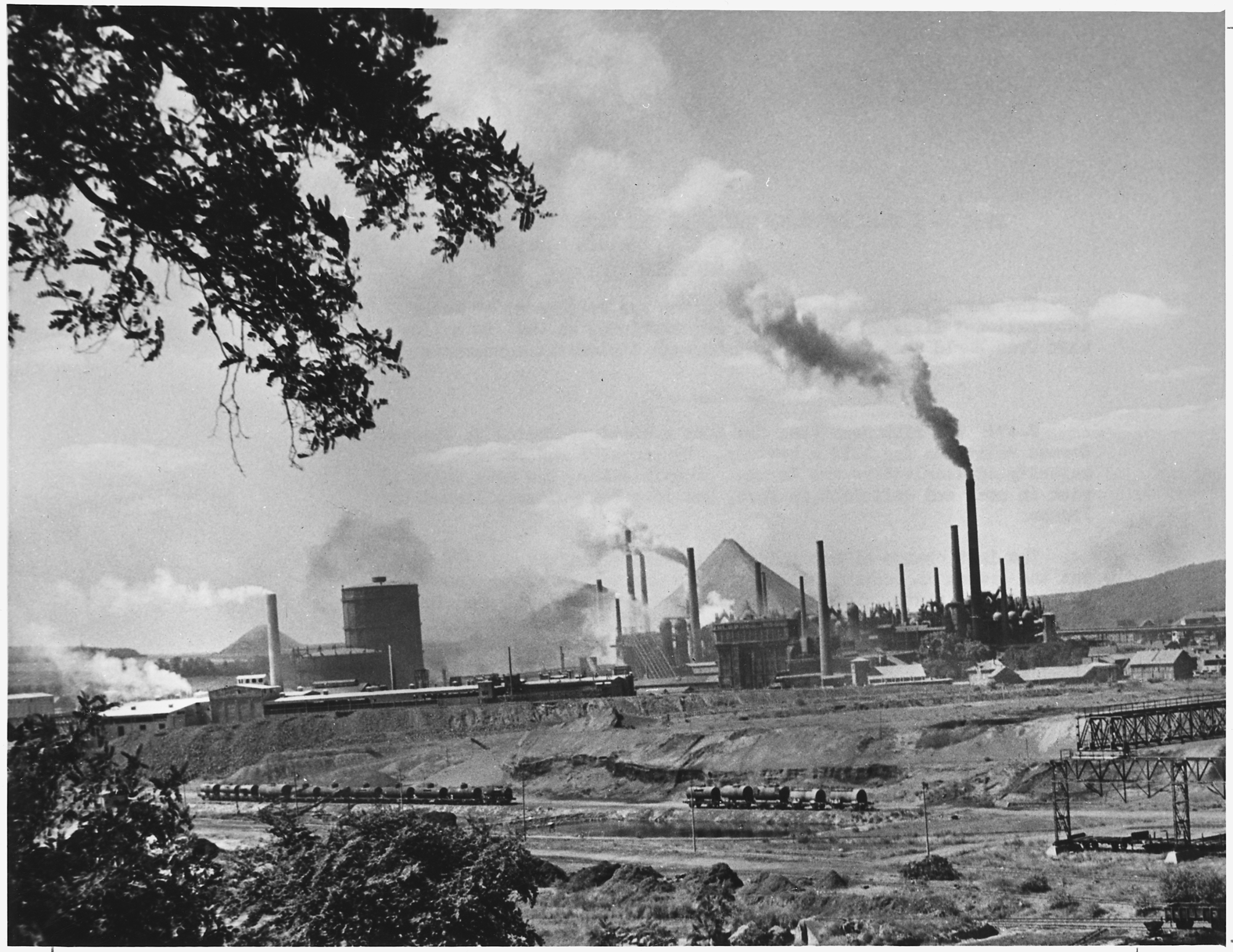
Вид на сталеливарний і металургійний заводи в Саарі, прибл. 1950

Франція захоплювала територію Саару протягом Наполеонівських війн і Французької Імперії та консульства між 1798 і 1814. Етнічно німецьке місцеве населення мало сильні анти-французькі настрої.
1919 року, за Версальським договором, Саар було окуповано Великою Британією та Французькою республікою. 1920 Британія і Франція встановили окупаційний уряд з 15-річним мандатом Ліги Націй. Видобуток вугілля (головна галузь в регіоні на той час) Саару була націоналізована і керувалася безпосередньо Францією. У плебісциті, що відбувся наприкінці 15-річного терміну, 13 січня 1935, 90,7 відсотка виборців проголосувало на користь повернення до Німеччини, 0,4 відсотка проголосувало за об'єднання з Францією. 8,9 відсотка схвалило третій вибір — залишення окупаційних військ Франції і Британії. Після повторного об'єднання Саарланду з Третім Райхом (нім. Rückgliederung des Saarlandes) 1935 Саар назвали Гау Саарпфальц (Saarpfalz). 1942 Саар був перейменований на Вестмарк.
Після II Світової Війни Саарланд знову опинився під владою Франції, як протекторат Саар. За Планом Монне Франція спробувала отримати економічний контроль над німецькими індустріальними територіями, Рурським регіоном та Сааром з великими покладами вугілля і корисних копалин; (другий за розміром центр гірничої промисловості й металургії, першим була Сілезія, яку союзники передали Польщі, а німецьке населення депортували).
Під французьким управлінням пронімецькі партії були заборонені.
На загальних виборах у грудні 1952 більшість проголосувала на підтримку профранцузьких партій, 24 відсотки кинули порожні виборчі бюлетені на підтримку пронімецьких партій.
За Паризькими угодами 23 жовтня 1954, Франція запропонувала заснувати незалежний «Саарланд» під егідою Західного Євросоюзу (WEU). Але референдум, що відбувся 23 жовтня 1955, відхилив цей план 67,7 % проти 32,3 %. Натомість, виборці проголосували за приєднання Саару до Федеративної Республіки Німеччини

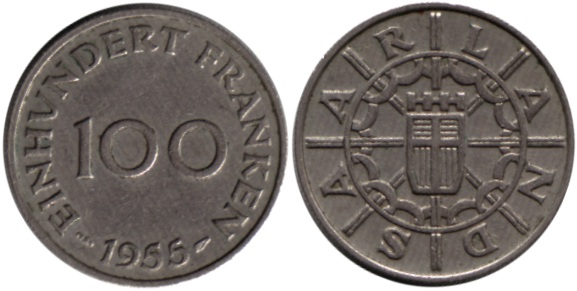
100 саарських франків

27 жовтня 1956 було підписано Саарський договір за яким проголошувалось майбутнє об'єднання Саару з Німеччиною, для задоволення потреби у вугіллі Франція могла видобувати вугілля у Варндті до 1981.
Німеччині довелося погодитися на перевезення по каналу до Мозеля, з метою зменшення фрахтової вартості для французької лотаринзької металургійної промисловості, а також вивченням французької мови як першої іноземної в школах Саарланду.
Німецька марка була введена 6 липня 1959, до того часу використовувались саарські франки.
6 липня 1959 липня відбулося «маленьке возз'єднання» (нім. Kleine Wiedervereinigung), через 14 років розділення.

### Нотатки
1. ↑  Верховний комісар (1948–1952), посол і голова дипломатичної місії (1952–1956).
2. ↑  Посол і голова дипломатичної місії.
3. ↑  Французький франк з німецькою позначкою.

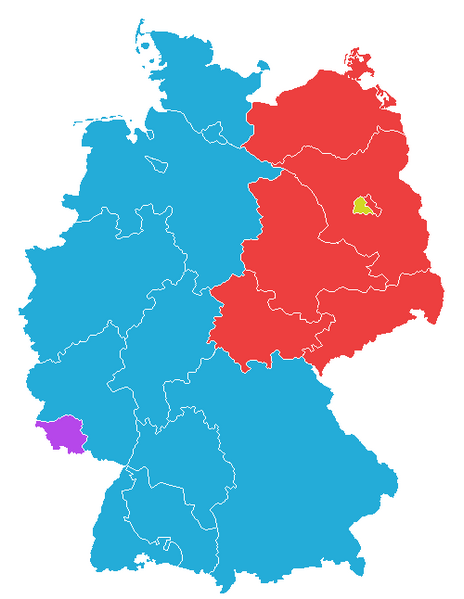
Кордони післявоєнної Німеччини. Саар позначено пурпуровим.